# Megaselia gerlachi
Megaselia gerlachi är en tvåvingeart som beskrevs av Ronald Henry Lambert Disney 2005. Megaselia gerlachi ingår i släktet Megaselia och familjen puckelflugor.
Artens utbredningsområde är Seychellerna. Inga underarter finns listade i Catalogue of Life.